# درزنا

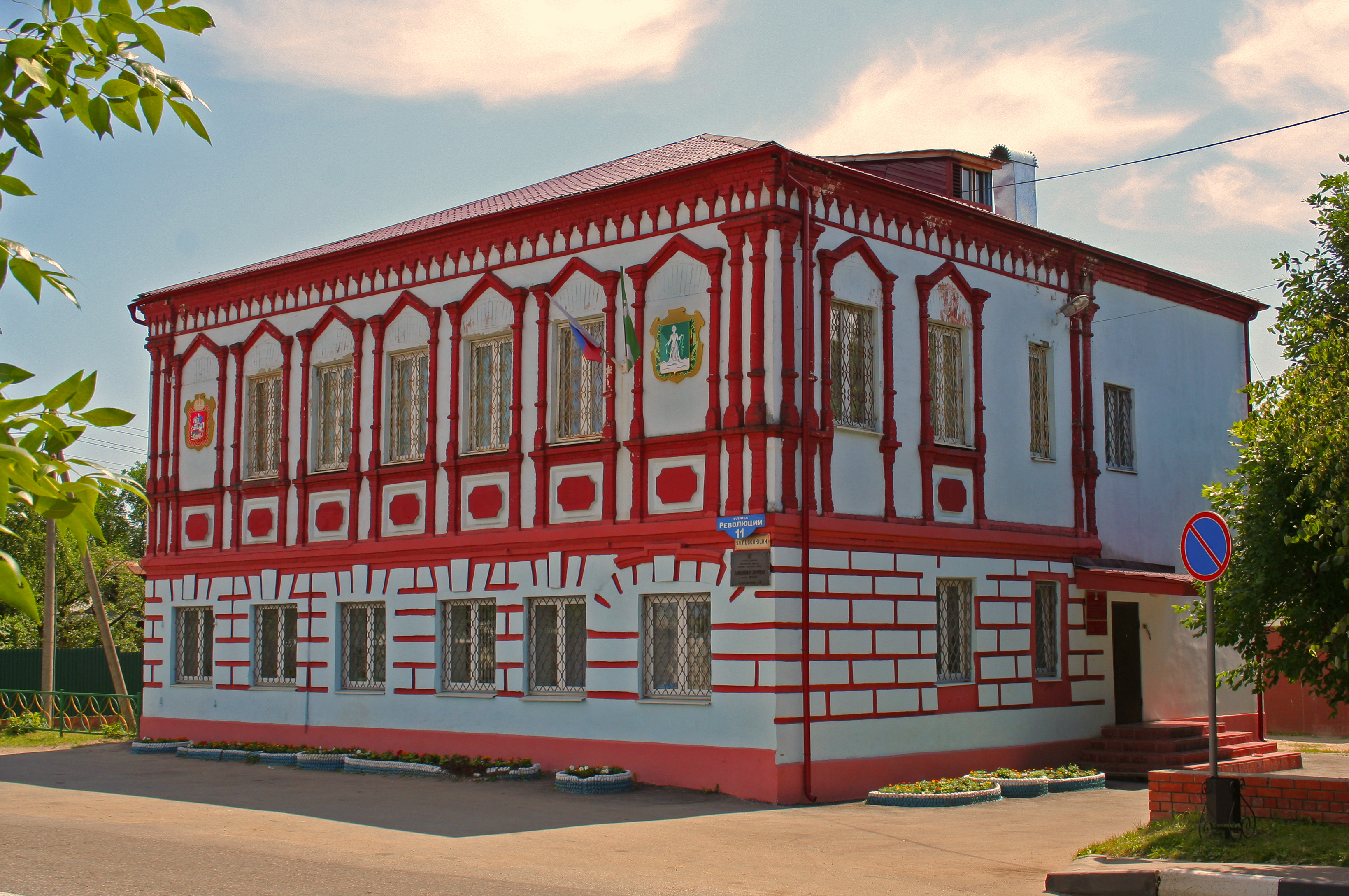

شهر درزنا (به روسی: Дрезна) در کشور روسیه و در اوبلاست مسکو واقع شده‌است.